# Anthonomus phyllocola
Anthonomus phyllocola is een snuitkever en een belangrijke plaag van de dennenboom in Scandinavië. Larven ontwikkelen zich in de mannelijke bloemen van de Draaiden (Pinus contorta).